# Clotilde Nyssens
Clotilde Nyssens (Wilrijk, 7 juni 1953) is een voormalig Belgisch politica voor de PSC en vervolgens het cdH.

## Levensloop
Nyssens, die de dubbele Belgische-Italiaanse nationaliteit heeft, studeerde af als licentiate in de rechten aan de UCL te Louvain-la-Neuve en specialiseerde zich in Italiaans recht aan de Universiteit van Bologna. Daarnaast behaalde ze een certificaat in hogere internationale relaties aan de Johns Hopkins-universiteit in de Verenigde Staten. Ze oefende tien jaar het beroep van advocate uit.
Van 1988 tot 1999 was ze als jurist en attaché aan de slag voor de PSC-fractie in de Kamer van volksvertegenwoordigers, waar ze de justitiedossiers opvolgde. Van 14 juli 1999 tot 10 juni 2007 zetelde ze voor de PSC en later het cdH in de Senaat als gecoöpteerd senator (1999-2003) en als rechtstreeks verkozen senator (2003-2007). In haar periode in de Senaat was Nyssens van 1999 tot 2007 lid en van 2003 tot 2007 ondervoorzitter van de commissie Justitie en zetelde ze van 2004 tot 2007 in de commissie Sociale Zaken. Hierna was zij van 5 juli 2007 tot 7 mei 2010, ter vervanging van Benoît Cerexhe, lid van de Kamer van volksvertegenwoordigers voor de kieskring Brussel-Halle-Vilvoorde. Daar was Nyssens van 2007 tot 2010 ondervoorzitter van de commissie Justitie. 
In de lokale politiek was Nyssens van 1995 tot 2012 actief als gemeenteraadslid in Schaarbeek. Ze was tevens bestuurster bij een vzw actief in de preventieve jeugdhulp. Na haar parlementaire loopbaan werd ze van 2010 tot 2020 lid van de commissie van toezicht van de gevangenis van Vorst. Tevens werd zij van 2013 tot 2019 secretaris van de raad van bestuur van radiozender RCF Bruxelles, waarvan ze sinds 2019 voorzitter is.
Op 5 juni 2007 werd ze benoemd tot ridder in de Leopoldsorde.